# Valdelugaña
Valdelugaña es la denominación de un valle en la Merindad de Castilla la Vieja, provincia de Burgos (España). Situado en la comarca de Merindades, actualmente depende del Ayuntamiento de Villarcayo.

## Situación
En la carretera N-232, Wikimapia/Coordenadas: 42°53'5"N 3°36'4"W

## Descripción de Sebastián Miñano (1826)
Valle de España, provincia y arzobispado de Burgos, en la Merindad de Castilla la Vieja, compuesto de tres pueblos, con regidores pedáneos sujetos al corregimiento de Villarcayo.
Situada en tierra muy quebrada, can algunos vallecitos muy estrechos de tierra vegetal que dan buenas cosechas de granos, y en sus pastos y montes se crían muchos ganados.
Comprende los siguientes pueblos: Incinillas, Hocina y Remolino
Dista dos leguas de Villarcayo. 
Contribuye con 735 reales y 10 maravedies. Derechios enagenados 919 reales, 2 maravedies